# نقد اسرائیل

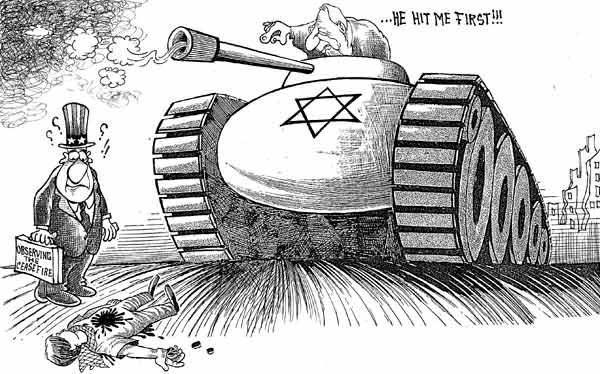
شارون در خاورمیانه اثر محمود کاهی

نقد دولت اسرائیل، که غالباً از آن به سادگی به نقد اسرائیل یاد می‌شود، موضوع گزارش و پژوهش روزنامه‌نگارانه و دانشورانه در حوزه نظریه روابط بین‌الملل در علوم سیاسی است. در حوزه تمایلات جهانی برای اجتماع ملت‌ها، اسرائیل به دلیل اعلامیه استقلالش در سال ۱۹۴۸، به دلیل موضوعات بسیاری مورد نقد قرار گرفته است.
نقد بین‌المللی اسرائیل عموماً تحت نظم قانون بین‌الملل و الزامات گوناگون، واقعی یا تصور شده، که اسرائیل متهم به عدم انطباق با یک عضو سازمان ملل متحد و دیگر سازمان‌های بین‌المللی ست. نقد سیاست‌های معاصر معمولاً مربوط به مسائلی در مناطق فلسطینی همچون شهرنشینی‌های اسرائیلی، حقوق بشر اعراب فلسطینی، عملکرد نیروهای مسلح اسرائیل در جریان مناقشات و اتهامات حصر اقتصادی مناطق فلسطینی می‌شود. نقد دولتهای قبلی اسرائیل مربوط به مسائلی چون عدم اجازه به آوارگان فلسطینی برای بازگشت به خانه‌شان پس از جنگ، و تعرض، اشغال، و ضمیمه کردن مناطق همسایه و ساختن شهرک در آنجا ست. منبع دیگر نقد اختلافات ناشی از تبدیل بین خاخام‌گری ارتودوکس اسرائیل و بخش‌های غیرارتودوکس مهاجران یهودی ست. در یک سوی طیف، این نقدها از تلاش‌هایی برای مشروعیت زدایی حق وجود اسرائیل حمایت می‌کنند. این مسئله منجر به بحثی جاری در خصوص این است که نقد اسرائیل در چه نقطه ای از خط یهودستیزی می‌گذرد.
یکی از تأثیرات نقد بین‌المللی تأثیر بر روان‌شناسی اجتماعی اسرائیلیان است - بنا به یک بررسی بیش از نیمی از اسرائیلیان معتقدند که «همه دنیا علیه ما ست»، و سه چهارم آنان باور دارند که «بی‌توجه به این که اسرائیل چه می‌کند و چه قدر به سوی حل نزاع با فلسطینیان پیش برود، جهان به نقد اسرائیل ادامه خواهد داد». تأثیر دیگر نمونه‌های از سوءاستفاده ذهنی و حمله‌های فیزیکی به اسرائیلیان و یهودیان در کشورهای مختلف بوده است. جدا از نزاع محلی اجتماعی پدید آمده بین آنانی که نقد را تأیید می‌کنند با آنان که آن را تأیید نمی‌کنند، تلاش‌هایی دیپلماتیک برای ایزوله کردن اسرائیل از جامعه جهانی و تشویق عدم بهره‌برداری از اسرائیل، به عنوان شکلی از بایکوت غیررسمی اسرائیل، وجود داشته است.
منبع نقد اسرائیل ناشی از گروه‌های مختلفی است: فعالان عرب و یهودی در اسرائیل و از مهاجران یهودی، سازمان‌هایی در سازمان ملل متحد، دیگر سازمان‌های غیردولتی، و اغلب رسانه‌های ارتباط جمعی به عنوان بخشی از یک معضل سیاسی-رسانه‌ای. مانند هر مسئله اجتماعی دیگر، به عدم بی‌طرفی رسانه‌ها توجه می‌شود: از ۲۰۰۳ سازمان ملل ۲۳۲ قطعنامه در ارتباط با اسرائیل صادر کرده، که ۴۰ درصد کل قطعنامه‌های صادر شده توسط سازمان ملل در این بازه بوده و بیش از شش برابر کشور رتبه دوم، سودان است. این تصمیمات اغلب با پشتیبانی کشورهای سازمان کنفرانس اسلامی تصویب می‌شوند.

## موضوعات نقد

### پناهندگان فلسطینی
آوارگان فلسطینی توسط سازمان ملل متحد به عنوان اعراب شناخته می‌شوند که حداقل دو سال قبل از سال ۱۹۴۸ در فلسطین زندگی می‌کردند و فرزندان آنها از خانه‌های خود گریختند یا در طول جنگ فلسطین ۱۹۴۸ و پس از آن اخراج شدند. علل و مسئولیت‌های مهاجرت موضوعی است که در میان مورخان و مفسران این درگیری مورد مناقشه است. در حالی که تاریخ نگاران اکنون در مورد بیشتر وقایع آن دوره اتفاق نظر دارند، در مورد اینکه آیا مهاجرت نتیجه طرحی بود که قبل یا در طول جنگ توسط رهبران صهیونیست طراحی شده بود یا پیامد ناخواسته جنگ بود، اختلاف نظر وجود دارد. در کنفرانس لوزان ۱۹۴۹ فشار بین‌المللی قابل توجهی بر دو طرف برای حل بحران پناهندگان وارد شد. طرفین پروتکل مشترکی را در مورد چارچوب صلح جامع امضا کردند که شامل سرزمین‌ها، پناهندگان و اورشلیم می‌شد، که در آن اسرائیل «در اصل» موافقت کرد که اجازه بازگشت همه آوارگان فلسطینی را بدهد. به گفته ایلان پاپه، عضو گروه مورخان نوین، این توافق اسرائیل تحت فشار ایالات متحده انجام شد و به این دلیل که اسرائیلی‌ها خواهان عضویت در سازمان ملل بودند، که مستلزم موافقت اسرائیل برای اجازه بازگشت همه پناهندگان بود. زمانی که اسرائیل در سازمان ملل پذیرفته شد، از پروتکلی که امضا کرده بود عقب‌نشینی کرد، زیرا کاملاً از وضعیت موجود راضی بود و نیازی به دادن هیچ گونه امتیازی در مورد پناهندگان یا مسائل مرزی نمی‌دید. این امر منجر به انتقادات قابل توجه و پایدار بین‌المللی شد.
در سال ۱۹۴۸، بیش از ۷۰۰۰۰۰ فلسطینی - تقریباً نیمی از جمعیت عرب فلسطین قبل از جنگ - از خانه‌های خود گریختند یا توسط شبه نظامیان صهیونیست و بعداً ارتش اسرائیل در طول دوران جنگ بیرون رانده شدند. از آغاز جنگ ۲۰۲۳ اسرائیل و حماس، نزدیک به ۲ میلیون نفر در نوار غزه آواره شده‌اند. 

### اتهامات پاکسازی قومی
ایلان پاپه در «پاکسازی قومی فلسطین» استدلال کرد که سیاست اسرائیل بین سال‌های ۱۹۴۷ و ۱۹۴۹، زمانی که «بیش از ۴۰۰ روستای فلسطینی عمداً ویران شد، غیرنظامیان قتل‌عام شدند و حدود یک میلیون مرد، زن و کودک از خانه‌هایشان اخراج شدند. در جریان رویدادهای بنیادین نکبت در سال ۱۹۴۸، ده‌ها قتل‌عام علیه اعراب انجام شد و حدود ۴۰۰ شهر و روستای عرب‌نشین خالی از سکنه شد.  پس از بمباران غزه توسط اسرائیل، در پاسخ به حملات حماس، نگرانی‌هایی در میان فلسطینی‌ها، علمای حقوق بین‌الملل و نسل‌کشی دربارهٔ احتمال وقوع نسل‌کشی علیه فلسطینی‌ها توسط نیروهای اسرائیلی ایجاد شد. به گزارش تایم، در حال حاضر بین محققان در مورد اینکه آیا اقدامات اسرائیل را می‌توان به عنوان نسل‌کشی علیه فلسطینیان توصیف کرد، اختلاف نظر وجود دارد.  در ۱۵ اکتبر، بیانیه ای با امضای بیش از ۸۰۰ محقق حقوقی در دفاع از نقض حقوق فلسطینی‌ها منتشر شد.  ۱۰۰ سازمان جامعه مدنی و شش محقق نسل‌کشی از کریم خان، دادستان دادگاه کیفری بین‌المللی، درخواست کردند تا جنایات جدید در سرزمین‌های فلسطینی را بررسی کند و حکم بازداشت مقامات اسرائیلی را صادر کند.
در دسامبر ۲۰۲۳، آفریقای جنوبی اولین کشوری بود که علیه اسرائیل در دیوان دادگستری بین‌المللی شکایت کرد و این کشور را به ارتکاب نسل‌کشی در غزه برخلاف کنوانسیون نسل‌کشی متهم کرد. در ۱ مارس ۲۰۲۴، نیکاراگوئه بر اساس کنوانسیون نسل‌کشی، در دیوان بین‌المللی دادگستری (ICJ) علیه آلمان شکایت کرد. این اقدامات ناشی از حمایت آلمان از اسرائیل در جنگ اسرائیل و حماس بود.
در طول جنگ اسرائیل و حماس در ۲۰۲۳، که در ۷ اکتبر ۲۰۲۳ آغاز شد، بیش از ۱۵۲۷۱ فلسطینی در غزه کشته شده‌اند، ۳۲۳۱۰ فلسطینی زخمی شده‌اند. و تخمین زده می‌شود که ۴۱۵۰۰ مورد شناسایی نشده‌اند. چندین رسانه خبری و دانشگاهی متعاقباً ارقام به روز شده را گزارش کردند و حداقل ۲۰۰۰۰ فلسطینی در غزه کشته شدند که تخمین زده می‌شود ۷۰ درصد از آنها زن و کودک بودند. بر اساس آمار وزارت بهداشت غزه و دفتر اطلاعات دولتی تا ۳ ژانویه ۲۰۲۴، بیش از ۲۲۳۰۰ نفر کشته شده‌اند. حدود ۷۰۰۰ نفر ناپدید شده‌اند که احتمالاً در زیر آوار مدفون شده‌اند.

### حقوق بشر
دیده‌بان حقوق بشر (HRW) اعلام کرده است که اسرائیل یک سیستم قضایی «دو لایه» را در مناطقی از اراضی اشغالی فلسطین که تحت مدیریت خود اداره می‌کند، اجرا می‌کند، به گونه ای که خدمات ترجیحی، توسعه و مزایایی را برای اسرائیلی‌هایی که در شهرک سازی در سرزمین‌های اشغالی زندگی می‌کنند ارائه می‌کند. تحمیل شرایط سخت بر فلسطینی‌ها و سایر شهروندان غیر اسرائیلی. در برخی موارد اسرائیل رفتار متفاوت با فلسطینی‌ها و اسرائیلی‌ها را پذیرفته است، مانند داشتن جاده‌های مجزا برای هر دو جامعه و ایست‌های بازرسی برای فلسطینی‌ها، و تأکید می‌کند که اقدامات لازم برای محافظت از اسرائیلی‌ها در برابر حملات گروه‌های مسلح فلسطینی است. در سال ۲۰۱۱، پارلمان اسرائیل قانونی را تصویب کرد که مشارکت در تحریم شهرک‌های اسرائیلی را جرم انگاری می‌کند. این قانون مورد انتقاد اتحادیه اروپا، ایالات متحده و اتحادیه ضد افترا قرار گرفت.
عفو بین‌الملل گزارش داد که در سال ۲۰۰۹ صدها فلسطینی توسط اسرائیل بازداشت و برای مدت طولانی در بی‌حرکتی نگهداری شدند. در حالی که بیشتر آنها بعداً بدون اتهام آزاد شدند، صدها نفر در دادگاه‌های نظامی محاکمه شدند که رویه‌های آنها اغلب مطابق با استانداردهای بین‌المللی برای محاکمه عادلانه نبود. به گفته عفو بین‌الملل، تقریباً تمامی اسرای فلسطینی با نقض قوانین بشردوستانه بین‌المللی، که انتقال زندانیان به قلمرو قدرت اشغالگر (یعنی اسرائیل خاص) را ممنوع می‌کند، نگهداری می‌شوند. این سازمان ادعا کرد که حدود ۳۰۰ خردسال و ۵۵۰ بزرگسال برای بیش از یک سال بدون اتهام یا محاکمه در بازداشت بودند.

### طرح همسایه
ارتش اسرائیل اذعان کرد که از "رویه همسایه" یا "رویه هشدار زودهنگام" استفاده می‌کند، که در آن ارتش اسرائیل یکی از آشنایان فلسطینی مرد تحت تعقیب را تشویق می‌کند تا او را متقاعد کند که تسلیم شود. این عمل توسط برخی به عنوان استفاده از " سپر انسانی " مورد انتقاد قرار گرفت، ادعایی که ارتش اسرائیل آن را رد کرد و گفت که هرگز مردم را مجبور به اجرای رویه همسایه نکرده است و اینکه فلسطینی‌ها برای جلوگیری از تلفات جانی "داوطلبانه" در این طرح شرکت کردند. عفو بین‌الملل و دیده‌بان حقوق بشر از جمله گروه‌هایی هستند که مقایسه «سپر انسانی» را با طرح همسایه اسرائیل انجام دادند.

### بمب‌های هسته‌ای و شیمیایی
اسرائیل دارای زرادخانه هسته ای با حدود ۱۵۰ بمب هسته‌ای است و به دلیل حفظ سلاح‌های هسته ای و عدم موافقت با منطقه عاری از سلاح هسته ای در خاورمیانه مورد انتقاد قرار گرفته است. در سپتامبر ۲۰۰۹، آژانس بین‌المللی انرژی اتمی قطعنامه‌ای را تصویب کرد که «نگرانی خود را در مورد توانایی‌های هسته‌ای اسرائیل ابراز می‌کند و از اسرائیل می‌خواهد به NPT ملحق شود و تمام تأسیسات هسته‌ای خود را تحت پادمان‌های جامع آژانس بین‌المللی انرژی اتمی قرار دهد…» اسرائیل کنوانسیون تسلیحات شیمیایی را امضا کرده است اما آن را تصویب نکرده است. به‌طور گسترده اعتقاد بر این است که اسرائیل دارای تسلیحات شیمیایی است، اما مقامات هرگز مستقیماً به آن اعتراف نکرده‌اند، اگرچه در سال ۱۹۹۰، یووال نیمن، وزیر علوم تهدید کرد که حمله شیمیایی عراق را «با همان نوع بمب» تلافی خواهد کرد. اسرائیل کنوانسیون سلاح‌های بیولوژیکی را امضا نکرده است.

### سیاست ترور
عفو بین‌الملل سیاست اسرائیل در ترور افراد را محکوم کرده است. مقامات اسرائیلی اعتراف کرده‌اند که این سیاست وجود دارد و در حال پیگیری است و می‌گویند این سیاست به جلوگیری از انجام اقدامات تروریستی علیه اسرائیل کمک می‌کند. ایالات متحده سیاست بسیار مشابهی دارد. انتقادهایی نیز از سوی برخی از جناح چپ اسرائیل مطرح شده است که می‌گویند سیاست ترور «رفتار گانگستری» مناسب یک دولت نیست و خلاف قوانین اسرائیل است. دادگاه عالی اسرائیل حکم به غیرقانونی بودن ترورها داده است، اما اسناد فاش شده حاکی از آن است که ارتش اسرائیل این حکم را نادیده گرفته است.